# انتخاب علي للخلافة
أُعلن ابن عم النبي وصهره علي بن أبي طالب خليفة رابعًا في عام 656 م. وتحديدًا، بعد اغتيال الخليفة الثالث عثمان بن عفان في المدينة المنورة عام 656 م على يد متمردين كانوا يشتكون من الظلم والفساد، وانتخب ثلاثة فرق للخلافة علي بن أبي طالب؛ وهم: الأنصار (المسلمون الأوائل في المدينة)، والمهاجرون (المسلمون الأوائل في مكة)، والمتمردون. ورغم أن انتخاب علي لم يواجه معارضة تُذكر، إلا أن قريش لم تُرده، حيث كان بعضهم يطمح إلى الخلافة؛ وخاصةً بنو أمية. وهكذا غادر الأمويون (وهي قبيلة عثمان) وبعض الآخرين المدينة المنورة ـ وبالتالي ناقضين قَسَم الولاء والبيعة لعلي ـ وسرعان ما ثاروا على علي.

## الخلفية

### معارضة عثمان
حسب كثير من الروايات، فقد اتهم علي غالبًا الخليفة الثالث عثمان بالانحراف عن القرآن والسنة وكان هذا اتهام ورأي معظم كبار الصحابة الذين تشاركوا مع علي في هذا النقد. كما اتهم آخرون عثمان على نطاق واسع بالمحسوبية، والفساد، وعدم العدالة، ومن المعروف أن علي احتج على سلوكه، بما في ذلك إعطاء هدايًا غاليةً لأقاربه دون حسبة بيت المال. كما وفّر علي حمايةً لبعض الصحابة الذين انتقدوا عثمان صراحةً من بطش الخليفة، مثل أبي ذر وعمّار. يظهر علي في المصادر الإسلامية المبكرة صاحب نفوذ مُقيد على عثمان، ولم يُعارضه مباشرةً وصراحةً للحفاظ على وحدة المسلمين، وشاركه في هذا الرأي جُل من أتباعه. ولكن كان هناك فئة أخرى من الصحابة جاهرَت بانتقاد سياسات عثمان صراحةً منهم طلحة والزبير، وزوجة النبي عائشة من بين مؤيدي علي فئة من حُفاظ وقُراء القرآن الكريم منهم مالك الأشتر (تُوفي 657 م). أراد هؤلاء أن يروا علي كخليفة تالي، على الرغم من أنه لا يبدو أن علي تواصل معهم أو نسّق معهم أو حتى كان هذا موقفه. بل وردَت روايات في التاريخ المبكرة تُشير إلى أن عليًّا رفض طلبات المتمردين بقيادتهم على الرغم من أنه قد يكون قد تعاطف مع شكاويهم وطمأنهم، وبالتالي ربما اعتُبر عند بعض المؤرخين مركزًا طبيعيًّا للمعارضة على الأقل أخلاقيًّا. ومن المرجح أيضا أن بعض أصحاب علي دعموا احتجاجات سلمية أرادوا فيها إقالة عثمان، أو تغيير سياساته، مما أدى إلى تقليل شدة المعارضة المُسلحة اللاحقة لعثمان.

### اغتيال عثمان
مع تزايد شكاويهم، بدأت مجموعات غير راضية من المحافظات البعيدة في الوصول إلى المدينة في 35/656 م. في أول محاولة لهم، طلبت معارضة مصرية نصيحة علي، الذي حثهم على ضبط النفس وإرسال وفد للتفاوض مع عثمان، على عكس طلحة، الذي قد يكون شجّع المصريين على التقدم والهجوم على المدينة. وعندما وردَت معارضة عراقية للمدنة، طلب علي بنفس الطريقة منهم تجنب العنف، والذي ثبت أن المعارضة العراقية فعلته، مما سيجعلهم نواة  جيش علي مُستقبلًا. عملَت توجيهات علي كثيرًا كشفيع بين عثمان والمعارضين المحليين أكثر من مرة لمعالجة شكاويهم الاقتصادية والسياسية. وعلى وجه الخصوص، فقد فاوض علي وضمن نيابةً عن عثمان الوعود التي أقنعت المتمردين بالعودة إلى وطنهم وإنهاء الحصار الأول. ثم حث علي عثمانَ على التوبة علنًا، وهو ما فعله. لكن الخليفة عثمان سحب بيانه وتراجع عنه بعدها، ربما لأن سكرتيره مروان أقنعه بأن التوبة ستُشجع المعارضة فقط؛ وحثّ على موقف أكثر صرامة. في طريق العودة إلى الوطن، أوقف بعض المتمردين المصريين رسالة رسمية كُتب فيها عقوبتهم على الحصار، مُوقعةً باسم عُثمان. فعادوا إلى المدينة و حاصروا منزل عثمان للمرة الثانية، مطالبين به بالتنازل عن الخلافة. رفض الخليفة وأكد أنه لم يكن على علم بالرسالة، والتي غالبًا ما يُلقي لومها المؤرخون الأوائل على مروان. وقد ساند علي مع صحابي آخر موقف عثمان حول الرسالة، واشتبهوا في مروان، في حين أن رواية مؤرخ سني هو البلاذري (تُوفي 892 م) تُوحي بأن الخليفة عثمان اتهم عليًّا بتزوير الرسالة. ومن المرجح أن يكون هذا الاتهام لعلي قد حصل عندما توقف علي عن التدخل في صالح عثمان مما جعل الأخير يشك فيه. إن القول في أن علي هو صاحب الرسالة هو رأي المستشرق ليون كيتاني (توفي. 1935 م)؛ بينما يروي جورجيو ليفي ديللا فيدا (تُوفي 1967 م) بأننا لا يمكننا الجزم، في حين يرفض ويلفرد مادلونغ بشدة الاتهام، قائلًا إنه "تمديد خيالي" في غياب أي دليل، وبدوره يتّهم مروان، وزير عثمان الذي وصفه بأنه: "مولع بالحرب"، بينما يشير هيو كندي بمسؤولية عثمان عن الرسالة. اغتال المتمردون المصريين الخليفة بعد فترة وجيزة في الأيام الأخيرة من عام 35 هجري (حزيران 656 م) خلال غارة على مقره في المدينة المنورة.

### دور علي في عملية الاغتيال
لم يلعب علي أي دور في الهجوم القاتل، وأُصيب ابنه الحسن أثناء حماية منزل عثمان المحاصر، وقد طلب علي منه تأمين المنزل. كما أقنع علي المتمردين بعدم منع توصيل المياه إلى منزل عثمان خلال الحصار. وبالإضافة إلى ذلك، يختلف المؤرخون حول تدابير حماية الخليفة الثالث. يصف الطبري (تُوفي. 923 م) عليًّا كمفاوض صادق يهتم حقًّا بعثمان. يسلط العالم الباكستاني الأكاديمي حسين محمد جعفري [الإنجليزية](توفي. 2019 م) والباحث مادلونغ الضوء على المحاولات المتعددة التي قام بها علي للمصالحة سابقًا وأثناء الحصار الأخير للخليفة عثمان، ويعتقد مارتن هيندز (تُوفي 1988) أن عليًّا لم يكن بإمكانه فعل أي شيء آخر من أجل عثمان فالاحتجاجات كانت عنيفة. بينما يكتب موجان مومن أن علي توسّط بين عثمان والمتمردين وسعى جُهده، وحث عثمان على تغيير سياساته ورفض طلبات المتمردين لقيادتهم. وهذا يشبه وجهة نظر جون ماخيوجو، الذي يضيف أن علي انسحب بعد أن تعرّضَت جهوده للسلام إلى إحباط من مروان. بينما يوحي فريد دونر وروبرت غليف بأن علي كان المستفيد المباشر من وفاة عثمان. هذا يتحدى مادلونغ، الذي يجادل بأن عائشة لم تكن ستعارض عثمان إذا كان علي هو المحرك الرئيس للتمرد والمستفيد منه في المستقبل. يلاحظ هو وغيره من المستشرقين عداوة عائشة تجاه علي، التي ظهرت مرة أخرى بعد وصوله مباشرة إلى الحُكم في معركة الجمل (656 م). تُشير لورا فيشيا فاجليري (متوفاة عام 1989) أن علي رفض قيادة الثورة ولكنه تعاطف معهم وربما وافق على دعواتهم للمصالحة والتخلي عن الحكم. يعتقد حسين نصر وأسامة أفصار الدين  وليفي ديللا فيدا، وجوليوس ويلهاوسين (تُوفي. 1918 م) أن علي ظل محايدًا، في حين أن كيتاني يُجرم علي بالذنب الرئيس في قتل عثمان، على الرغم من أن الأدلة تشير إلى خلاف ذلك. يلاحظ محمود أيوب (تُوفي. 2021 م) موقف مؤيدي الأمويين في كثير من الأحيان من المستشرقين الكلاسيكيين الغربيين ضد علي، باستثناء مدلونغ.

### علي والقصاص لعثمان
كان علي منتقدًا علنيًا لسلوك عثمان، على الرغم من أنه لم يُبرر قتله، وحاور بينه وبين المتمردين، ولكن لم يرد أنه ندّد بالقاتلين. في حين أنه لم يتسامح عن فعل الاغتيال، ولكن ربما اعتبر علي عثمان المسؤول الشخصي عن ظلمه الذي أدّى للاحتجاجات التي أدت إلى وفاته، وهي وجهة نظر يذكرها إسماعيل بوناوالا في وقعة صفين. ويوافق مادلونغ عليًّا حيث إن عثمان لم يسمح على الأرجح بقتل نيار بن عياض الأسلمي، الذي أدى إلى غارة مُميتة على مقره، لكنه عرقل العدالة من خلال منع التحقيق في القتل، خشية أن مساعده مروان كان وراء ذلك. ومع ذلك، في رسائله إلى معاوية (تُوفي 661-680 م) وغيرها، أصر علي على أنه سيقدم القاتل أمام العدالة في الوقت المناسب وأمام ولاة الحق، ربما بعد تأسيس سلطته ومع أبناء عثمان وليس معاوية، ويقول أيوب، مستشهدًا بالمؤرخ الشيعي اليعقوبي (تُوفي 897-8 م) وإبن أعثم الكوفي، أن جماعة كبيرة من مختلف القبائل قتلت عثمان وأن عليًّا لم يكن بإمكانهم معاقبتهم دون المخاطرة بالنزاع القبلي الواسع وإنشاء مذبحة قد تهد الإسلام، حتى لو كان بإمكانه تحديد هويتهم. هنا، يقول فرهاد دافتري أن القتلين الفعليين فروا من المدينة بعد وقت قصير، وهي وجهة نظر يقتبسها جعفري من الطبري. ارتبط مالك الأشتر ارتباطًا وثيقًا مع علي بن أبي طالب، الذي ربما كان قائد المعارضة العراقية ، ضد عثمان، والتي انسحبَت تاليًا على الرغم من أنهم استمعوا لدعوة علي إلى عدم العنف، ولم يشاركوا في حصار مقر إقامة عثمان. بحسب روايات فإنه كان مع المتمردين المصريين الرائدين ابن علي بالتربية (ربيب علي): محمد بن أبي بكر. زُعم أن محمد بن أبي بكر كان من بين أولئك الذين قتلوا عثمان. وقد رفض بعض المؤلفين هذا الاتهام، على الرغم من أن معظمهم يبدو أنهم يتفقون على أن محمد زار عثمان قبل وقت قصير من وفاته وندبه على سلوكه؛ ولكن لم يثبت ولم يُذكر أنه ممّن هجم على عثمان. تُدين المصادر السنية المتأخرة عليًّا باعتبار أن لديه في جيشه شخصيتين اثنتين قد احتجّا على عثمان، وإن لم يقتلوه: مالك الأشتر، ومحمد بن أبي بكر. وبالتالي، يوحي بعض المؤلفين بأن علي لم يكن راغبًا أو غير قادر على معاقبة هؤلاء الأفراد. قريبًا أصبح الانتقام من عثمان ذريعة لثورتين ضد علي. الأولى ضد طلحة والزبير وعائشة (معركة الجمل) والثانية ضد معاوية وبني أمية (معركة صفين)؛ وهذه الوقعة الثانية ستخلق مذهبًا عقائديًّا جديدًا في الإسلام، سُمي بالخوراج وسيُحاربون عليًّا في موقعة ثالثة (معركة النهروان).

حسب أغلب الروايات فإن علي كان أول شخص مُطلق اعتنق الإسلام.

## الدعم
وفي أعقاب الاغتيال، كان المرشحون المحتملون للخلافة هم علي وطلحة، على الرغم من أن البعض يشير إلى أن طلحة كان يفتقر إلى أي دعم شعبي، وبالتالي كان علي هو الخيار الواضح. بعد اغتيال عثمان، فر رجال قبيلته (الأمويون) من المدينة المنورة، فسيطر المتمردون وأهل المدينة على المدينة. في حين أن طلحة ربما كان يتمتع ببعض الدعم بين المتمردين المصريين، إلا أن عليًا كان مفضلًا لدى معظم الأنصار (مسلمي المدينة الأوائل) والمتمردين العراقيين، الذين استجابوا في وقت سابق لدعوته علي ضد العنف؛ وسيشكلون دعمًا كبيرًا لخلافته التالية. وبدلًا من ذلك، يشير تقرير الطبري إلى أن المعارضة في البصرة والكوفة دعمت طلحة والزبير على التوالي. ويستمر التقرير قائلًا إن كلا المجموعتين دعمتا علي بعد الاغتيال. ويرى بوناوالا، وموجان مومن، وجعفري، ودونر، وشون أنتوني أن أغلبية المهاجرين (المسلمين الأوائل في مكة) عدا الأمويين كانوا من أنصار علي المذكورين. ويكتب إيرا م. لابيدوس [الإنجليزية] أن زعماء القبائل الرئيسين كانوا أيضًا يفضلون علي في ذلك الوقت.

## إحجام علي
وقد عرضت هذه الجماعات الخلافة على علي، الذي كان مترددًا في قبولها في البداية، قائلاً إنه يفضل أن يكون وزيرًا. ويعزو رضا أصلان هذا التردد إلى التأثير الاستقطابي الذي خلفته عملية الاغتيال على المجتمع، في حين يرى ويل ديورانت (تُوفي 1981 م) الذي كتب: "[علي] تراجع عن الدراما التي حلت فيها السياسة محل الدين، والولاء محل المؤامرات." بالنسبة لجعفري، لا بد أن علي كان حذرًا من توريط نفسه في مقتل عثمان من خلال أن يصبح الخليفة التالي؛ حيث كان يعلم أن هذا سيكون مُلاصقًا له. لكن بالنسبة لفيشيا فاجلييري، فإن سماح علي لنفسه بأن يُرشح فقط من المتمردين كان خطأً، لأنه تركه عرضة لاتهامات بالتواطؤ في الاغتيال. وبدلًا من ذلك، يعتقد السيد شعبان وأنثوني أن علي تدخل لمنع الفوضى وملء الفراغ في السلطة الذي خلفه قاتل الخليفة، والذي كان سيُزعزع الإسلام والحياة لو طال. ورأي أيوب قريب من هذا. وبعد فترة وجيزة، وربما عندما أصبح من الواضح أنه يتمتع بدعم شعبي، قَبِل علي الخلافة، وقد طلب علي بيعة علنية في المسجد، وفقًا للطبري والبلاذري. ويؤكد شاه كاظمي وجعفري أن عليًا أُجبر على الموافقة تحت ضغط شعبي، حيث قدم المؤلف الأخير دليلًا خطابيًّا في نهج البلاغة، المنسوب إلى علي في خطبته في معركة الجمل.

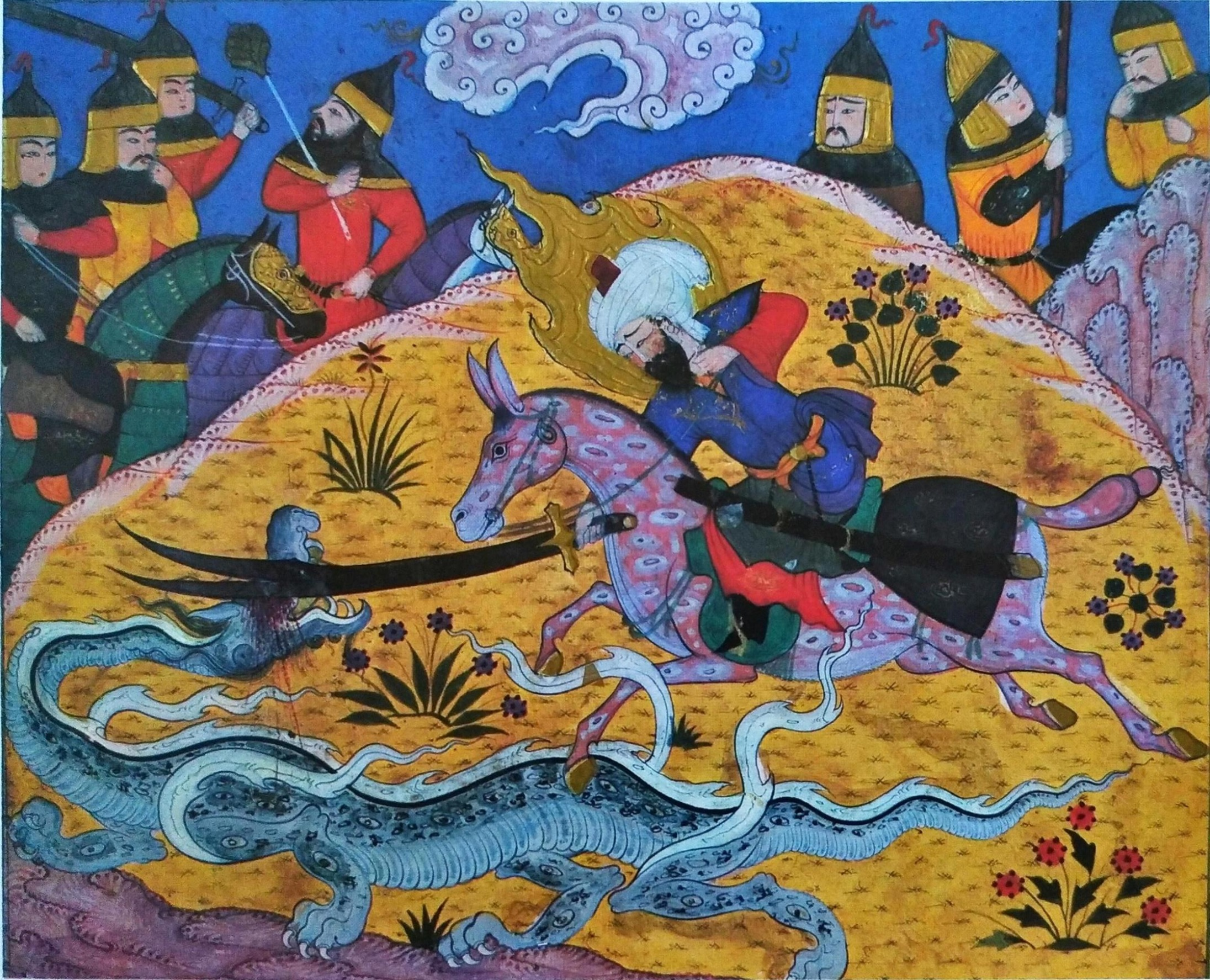
تصور منمنمة فارسية من كتاب خوران نامه عليًا وهو يقتل تنينًا بسيفه ذو الفقار.

## التعهدات

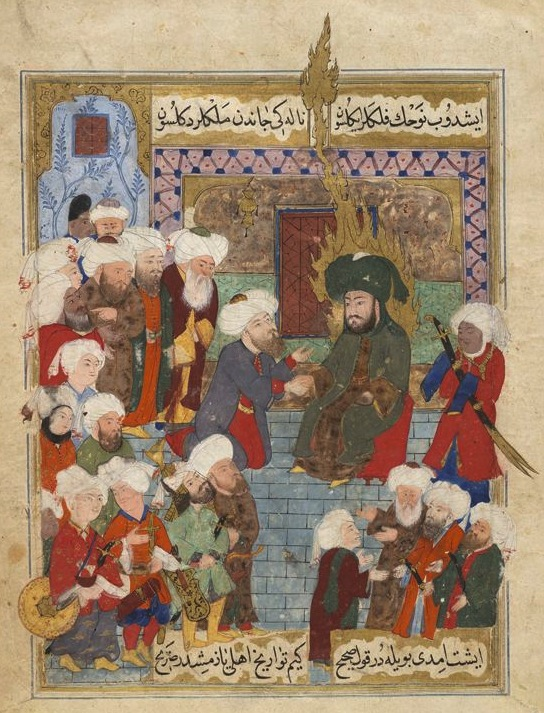
علي يتلقى البيعة، صفحة من مخطوطة للكاتب والشاعر الصوفي العثماني اللامي، أواخر القرن السادس عشر

تلقى علي البيعة العلنية في المسجد النبوي في المدينة المنورة، ربما في اليوم التالي لمقتل عثمان، على الرغم من أن بوناوالا وتقرير الطبري يضعان الحفل بعد عدة أيام على الأكثر. ويبدو أن علي شخصيًّا لم يُجبِر أحدًا على البيعة. ومن بين هؤلاء، رفض سعد بن أبي وقاص، وعبد الله بن عمر، وأسامة بن زيد أداء البيعة، على الرغم من أن قضية أسامة طعن فيها مادلونغ الذي خلص إلى أنه تعهد بالولاء لعلي لكنه لم يقاتل في معاركه. ويضيف أيوب إلى هذه القائمة سعيد بن العاص، والوليد بن عقبة، ومروان، مشيرًا إلى أن هؤلاء الثلاثة حجبوا بيعتهم بسبب ضغائنهم الشخصية ضد علي. العالم الشيعي محمد بن الحسن الطباطبائي (تُوفي. 1981 م) يضيف للقائمة عمرو بن العاص، وبسر بن أبي أرطأة، وسمرة بن جندب، والمغيرة، زاعمًا أن المعارضين لعلي غالبًا ما يكونون مذنبين في المصادر التاريخية بالتجاوزات الدينية؛ ونافيًا نقضهم للبيعة بقوله أنهم لم يبايعوا في الأصل. وعلى العموم، يشير مادلونج إلى أن الأدلة على وجود أي عنف هنا أقل مما كانت عليه في حالة الخليفة الأول أبي بكر الصديق (حكم. 632–634 م)، على الرغم من أن كثيرين انفصلوا عن علي في وقت لاحق، مدعين أنهم بايعوه تحت الإكراه. وفي الوقت نفسه، فإن تفضيل الأغلبية لعلي في المدينة المنورة ربما خلق أجواءً مخيفة بالنسبة لمعارضيه، فلم يُظهروا عداءهم. ويشير ماك هوغو إلى أن مالك الأشتر وبعض الآخرين ربما ساهموا في خلق هذا الجو دون علم، حيث إن دعمهم الكبير أعطى موجة رعب نفسية لمن سيُعارض.

### طلحة والزبير
طلحة والزبير، وكلاهما من صحابة محمد كانا يطمحان إلى المنصب الرفيع، تعهدا طواعية لعلي ولكنهما نقضاها فيما بعد، على الرغم من أن بعض المصادر المبكرة تقول إنهما تعهدا تحت الإكراه من المتمردين. ابن أبي شيبة (توفي. 849 م) يكتب أن طلحة أخبر بعض أهل البصرة أنه بايع عليًّا والسيف على رأسه في روضة مسورة، والحسن البصري (توفي. 728 م) قال أيضًا إنه يشهد أن طلحة والزبير بايعا عليًّا والسيف على رأسيهما في جدار. وبدلًا من ذلك، فإن تقريرًا للبلاذري السني يشير إلى أن طلحة بايع عليًّا طواعية، في حين أن تقارير أخرى لابن سعد (توفي. 845 م)، والطبري، واليعقوبي (توفي. 897-8)، والكوفي (توفي. القرن التاسع)، وابن عبد ربه (توفي. 940 م) وضع طلحة والزبير في أول من بايع عليًّا (طواعية). ترى المستعربة لورا فيسيا فاجلييري (توفيت. 1989 م) أن الادعاءات المتعلقة بالإكراه هي مبرر مخترع للانتهاك اللاحق للعهود التي عقدها طلحة والزبير. وبالمثل يرفض جليف التقارير التي تفيد بأن طلحة والزبير لم يتعهدا أو فعلا ذلك تحت الإكراه، قائلًا إن هذه التقارير تعكس محاولات مؤلفيها لتوفير سياق أكثر اكتمالًا لتمردهم اللاحق ضد علي في معركة الجمل. يزعم مادلونغ أن انتخاب علي لم يكن ليحدث لولا تعهد طلحة، باعتباره المنافس الرئيس لعلي، ولكنه يشير أيضًا إلى أن طلحة لم يحضر الحفل طواعيةً بل جره الأشتر إلى هناك. وبدلًا من ذلك، يشير حميد المواني إلى رسالة في نهج البلاغة حيث يوبخ علي طلحة والزبير قبل معركة الجمل لنقضهما قسمهما بعد أن قدماه طواعية. كما يرفض مادلونغ أيضًا التقرير الذي كتبه الطبري حول رفض الزبير البيعة باعتباره أسطوريًا.
وأما دوافع طلحة والزبير، فقد ثار الاثنان بعد أن رفض علي أن يمنحهما معروفًا. وعلى وجه الخصوص، لم يعرض علي عليهما أي مناصب في حكومته، وتحديدًا ولايتي البصرة والكوفة. ولكن هناك رواية لليعقوبي أن عليًّا عرض ولاية اليمن على طلحة وولاية اليمامة والبحرين على الزبير، ولكن الاثنين طلبا المزيد. بالنسبة للشيعة يرى محمد ح. الطباطبائي (توفي. 1981 م)، أن التوزيع المتساوي لأموال الخزانة بين المسلمين من علي أثار استياء طلحة والزبير، حيث رأوا أن نصيب المسلمين الأوائل يجب أن يكون أكثر بينما يشير حسن عباس [الإنجليزية] إلى أن الاثنين قفزا من السفينة عندما بدأ علي في عكس الحقوق المُفرطة للنخبة الحاكمة أثناء خلافة عثمان، التي جمع طلحة والزبير في ظلها ثروة كبيرة.

## الشرعية
يكتب هيو ن. كينيدي وفيشيا فاجلييري أن انتخاب علي واجه معارضة قليلة ومعدومة، وهذا ما يشير إليه شعبان أيضًا. ويشير جعفري ومؤمن أيضًا إلى أن عليًا انتُخب بإجماع شبه كامل، وأضافا أنه كان الخليفة الوحيد المنتخب شعبيًا في التاريخ الإسلامي. والجزء الأخير يردد نفس المعنى عند أيوب أيضًا. في الواقع، ورغم أن الفئات المحرومة التفّت حول علي، إلا أنه كان يحظى بدعم محدود بين رجال قريش الأقوياء، الذين طمح بعضهم إلى لقب الخليفة. وفي قريش، يحدد مادلونغ معسكرين معارضين لعلي: الأمويون الذين اعتقدوا أن الخلافة هي حقهم بعد عثمان وأنها وراثة فيهم، وأولئك الذين أرادوا استعادة خلافة قريش على نفس المبادئ التي وضعها أبو بكر (حكم. 632-634 م) وعمر (حكم. 634–644) (بدلًا من خلافة عشيرة النبي محمد، بني هاشم). ويعتبر مادلونغ أن المجموعة الأخيرة هي الأغلبية داخل قريش. ويكتب كينيدي على نحو مماثل أن قريش تحدت عليًا للحفاظ على مكانة قبيلتهم، بينما يشير الجعفري إلى أن النخبة المكية المُترفة كانت مهددة من علي الزاهد الذي كان يمثل الأنصار والطبقات الدنيا من المجتمع. وكان علي صريحًا أيضًا بشأن الحق الإلهي والحصري لأقارب محمد في خلافته، وهو ما كان من شأنه أن يعرض طموحات قريش الآخرين في المستقبل للقيادة للخطر.

### الخروج
فرّ الأمويون من المدينة المنورة بعد اغتيال عثمان، ومن أبرزهم مروان. كما غادرت بعض شخصيات قريش المدينة المنورة دون مبايعة علي أو بعد نقض عهدهم وبيعتهم له. اجتمع معظمهم في مكة، على الرغم من أن بعضهم توجه إلى دمشق. وعلى وجه الخصوص، غادر طلحة والزبير المدينة المنورة بحجة أداء العمرة. وكانت أرملة النبي محمد عائشة موجودة بالفعل في مكة، بعد أن غادرت المدينة المنورة في وقت سابق ظاهريًا لأداء العمرة، على الرغم من توسلات عثمان، الذي اعتقد أن وجودها في المدينة المنورة من شأنه أن يمنع المتمردين من الهجوم. وبعد أن علمت بقدوم علي، بدأت في حشد الحزب المتمرد لصالح أقاربها، طلحة والزبير. لقد فعلت ذلك ظاهريًا من أجل تحقيق العدالة لعثمان، على الرغم من أن البعض شكك في دوافعها لأنها كانت تعارض عثمان بنشاط في وقت سابق.

### آراء علي
وبسرده لعدة أدلة من نهج البلاغة ومصادر أخرى، يزعم المواني أن عليًا رأى البيعة العامة كمكون محوري في شرعية خلافته، وبالتالي ميز بين انتخابه وانتخاب الخليفة الأول أبو بكر؛ وهو الأمر الذي سيبني عليه الشيعة رأيهم وعلى حد تعبير علي والخليفة الثاني عمر، فقد تقررت خلافة أبي بكر على عجل من مجلس شورى صغير، في حين أكد علي على تأييد عامة الناس لخلافته. ويرى بعض المؤلفين أن عليًا كان يعتبر نفسه بلا شك الشخص الأكثر تأهيلًا لقيادة المجتمع الإسلامي بعد النبي محمد بحكم فضائله وقرابته من النبي محمد. ويضيف ماواني ومادلونغ وشاه كاظمي أن عليًا اعتبر نفسه أيضًا خليفة محمدًا بموجب مرسوم إلهي في غدير خم. ويتكهن ماواني أيضًا بأن عليًا لم يكن ليسعى للحصول على لقب الخليفة لو امتنع المسلمون عن دعمه. ومع ذلك، عندما فضله المجتمع الإسلامي، كما يقترح مادلونغ، لم يعد علي يعتبر الخلافة حقًا له، بل واجبًا عليه.

## الأفعال الأولى
تولى علي الخلافة في فترة صعبة، ورث حالة مضطربة من الشؤون لم يسبقها له خليفة. في وقت الاغتيال، كانت الولايات الرئيسة مُوزعة بين رجال قبائل عثمان، جُلهم من الأمويين، وكان التحول المتأخر لمعظمهم إلى الإسلام وبعد فتح مكة قد يوحي بالمصلحة لعلي والأنصار. وقد أشار ابن عباس والمغيرة على علي بتثبيت هؤلاء الولاة في البداية، من أجل ترسيخ خلافته، على الرغم من أن بعضهم لم يكن محبوبًا، وكانت أفعالهم سببًا في احتجاجات مقتل عثمان. رفض علي هذا واستبدل جميع الولاة الذين خدموا عثمان تقريبًا، قائلاً إن أمثال هؤلاء الرجال لا ينبغي تعيينهم في أي منصب. وكان الاستثناء الوحيد هو أبو موسى الأشعري، أحد صحابة محمد الذي انتخبه الثوار في الكوفة.
في هذا القرار وغيره من القرارات، كان علي مدفوعًا بإحساسه بالمهمة الدينية والأخلاقية، كما يقترح مادلونج، بينما كتب بوناوالا أن علي غيّر الحكام لإرضاء المتمردين. لدى دونر وجهة نظر مماثلة لمادلونغ، ويؤكد شاه كاظمي أن العدالة كانت المبدأ الأساسي الذي شكل سياسات علي في جميع المجالات. ومع ذلك، يرى مادلونج أن هذا القرار الذي اتخذه علي ساذج سياسيًّا. ويرفض علي بهراميان بدوره وجهة النظر هذه، ويشير إلى أن استبدال المحافظين كان المسار الوحيد المتاح للعمل، سواء من حيث المبدأ أو في الممارسة العملية. ويكتب أن الظلم كان الشكوى الرئيسة للمتمردين الإقليميين وأنهم كانوا قد انقلبوا على علي لو أكد على ولاة عثمان. ويقول أيوب إن المثالية التي تحلى بها علي مع مرور الوقت أصبحت قدوة للمتقين، ولكنها أدت أيضًا إلى الحرب في الأمد القريب. ويضيف أن المرونة السياسية كانت من صفات النبي محمد، وهي غائبة عن علي. في المقابل، يؤكد الطباطبائي أن الإسلام لا يسمح أبدًا بالتنازل عن قضية عادلة، مستشهدًا بالآية 68:9،  (وَدُّواْ لَوۡ تُدۡهِنُ فَيُدۡهِنُونَ). لدعم وجهة نظره، يلاحظ الطباطبائي أن النبي محمد رفض مرارًا وتكرارًا دعوات السلام من أعدائه مقابل ترك آلهتهم وحدها. ويتحدى شاه كاظمي أيضًا وجهة نظر أيوب، قائلاً إن النبي محمد عيّن بعض أعدائه السابقين في مناصب قيادية لإعطائهم الفرصة لإثبات اعتناقهم الإسلام، دون المساس بمبادئه. وعلى النقيض من ذلك، فإن تأييد من عزلهم علي كان بمثابة التغاضي عن فسادهم وتقويض الأساس الأخلاقي لخلافته. وكان من بين الولاة الحاليين ابن عم عثمان معاوية، الذي سرعان ما شن حملة ضد علي بحجة الانتقام لعثمان.
كما قام علي بتوزيع أموال الخزانة بالتساوي بين كل المسلمين، وهو ما قد يكون أيضًا أسلوب النبي محمد. ويشير شعبان إلى أن هذا التغيير جعل علي نقطة التجمع للمجموعات المحرومة من أواخر المسلمين والعجم. وبذلك يشير أيوب إلى أن عليًا أراد إلغاء التسلسلات الاجتماعية التي أسسها عمر وعثمان. كتسمية رسمية له، اعتمد علي لقب أمير المؤمنين. وهو ما استخدمه عمر أيضًا في وقت سابق. ورفض لقب الخليفة، الذي ربما وجده مُنتقصًا ومُشوَّهًا من سلفه.

## طالع أيضًا
- علي بن أبي طالب
- خلافة علي بن أبي طالب
- فتنة مقتل عثمان